# Birinşi Lïga 2015
La Birinşi Lïga 2015 è stata la 21ª edizione della seconda serie del campionato kazako di calcio. La stagione è iniziata il 10 aprile 2015 ed è terminata il 14 novembre successivo.

## Stagione

### Novità
Al termine della stagione 2014 non ci sono state retrocessioni in Ekinşi Lïga, tuttavia Astana 1964, Gefest e Sunqar si sono sciolte e sono state estromesse dal campionato, mentre l'Oqjetpes è salito in massima serie. Dalla Ekinşi Lïga è salito il Baıqońyr. Dalla Qazaqstan Prem'er Ligasy è retrocesso lo Spartak Semeı.

### Formula
Le tredici squadre si affrontano in un girone all'italiana con partite di andata e ritorno. Al termine del girone, la vincitrice viene promossa in Qazaqstan Prem'er Ligasy, mentre la seconda classificata disputa uno spareggio promozione contro la penultima classificata.

## Classifica
|  | Pos. | Squadra        | Pt | G  | V  | N  | P  | GF | GS | DR  |
|  | ---- | -------------- | -- | -- | -- | -- | -- | -- | -- | --- |
|  | 1.   | Aqjaıyq        | 53 | 24 | 17 | 2  | 5  | 60 | 21 | +39 |
|  | 2.   | Vostok Óskemen | 50 | 24 | 15 | 5  | 4  | 37 | 22 | +15 |
|  | 3.   | Bolat          | 48 | 24 | 15 | 3  | 6  | 40 | 23 | +17 |
|  | 4.   | Qyzyljar       | 46 | 24 | 14 | 4  | 6  | 41 | 19 | +22 |
|  | 5.   | Kaspıı         | 43 | 24 | 12 | 7  | 5  | 35 | 18 | +17 |
|  | 6.   | Spartak Semeı  | 39 | 24 | 11 | 6  | 7  | 34 | 19 | +15 |
|  | 7.   | Qyran          | 36 | 24 | 10 | 6  | 8  | 38 | 28 | +10 |
|  | 8.   | Maqtaaral      | 32 | 24 | 7  | 11 | 6  | 22 | 17 | +5  |
|  | 9.   | CSKA Almaty    | 27 | 24 | 8  | 3  | 13 | 29 | 46 | -17 |
|  | 10.  | Ekibastuz      | 26 | 24 | 7  | 5  | 12 | 21 | 31 | -10 |
|  | 11.  | Baıqońyr       | 22 | 24 | 6  | 4  | 14 | 19 | 38 | -19 |
|  | 12.  | Bäýterek       | 10 | 24 | 2  | 4  | 18 | 13 | 52 | -39 |
|  | 13.  | Laşın          | 6  | 24 | 2  | 0  | 22 | 4  | 59 | -55 |

Legenda:
      Promossa in Qazaqstan Prem'er Ligasy 2016
 Ammessa allo spareggio promozione-retrocessione
Note:
Tre punti a vittoria, uno a pareggio, zero a sconfitta.

## Spareggio promozione/retrocessione
|        | Risultati |                | Luogo e data             |
| ------ | --------- | -------------- | ------------------------ |
| Jetisý | 1 - 0     | Vostok Óskemen | Astana, 14 novembre 2015 |